# كليف كين
كليف كين (بالإنجليزية: Cliff Keen)‏ هو ضابط أمريكي، ولد في 13 يونيو 1901، وتوفي في 4 نوفمبر 1991.